# Shame Shame
Shame Shame is een nummer van de Amerikaanse rockband Foo Fighters uit 2020. Het is de eerste single van hun tiende studioalbum Medicine at Midnight.
Frontman Dave Grohl heeft gezegd dat "Shame Shame" een atypisch nummer is voor Foo Fighters-begrippen. Het nummer is namelijk een stuk rustiger dan veel van hun andere muziek. Hoewel het nummer de Amerikaanse Billboard Hot 100 niet haalde, bereikte het wel de 32e positie in de downloadlijst van Billboard. In Nederland kwam het nummer op de 23e positie in de Tipparade terecht, en in Vlaanderen op de 5e positie in de Tipparade.